# Synagoge (Bollendorf)

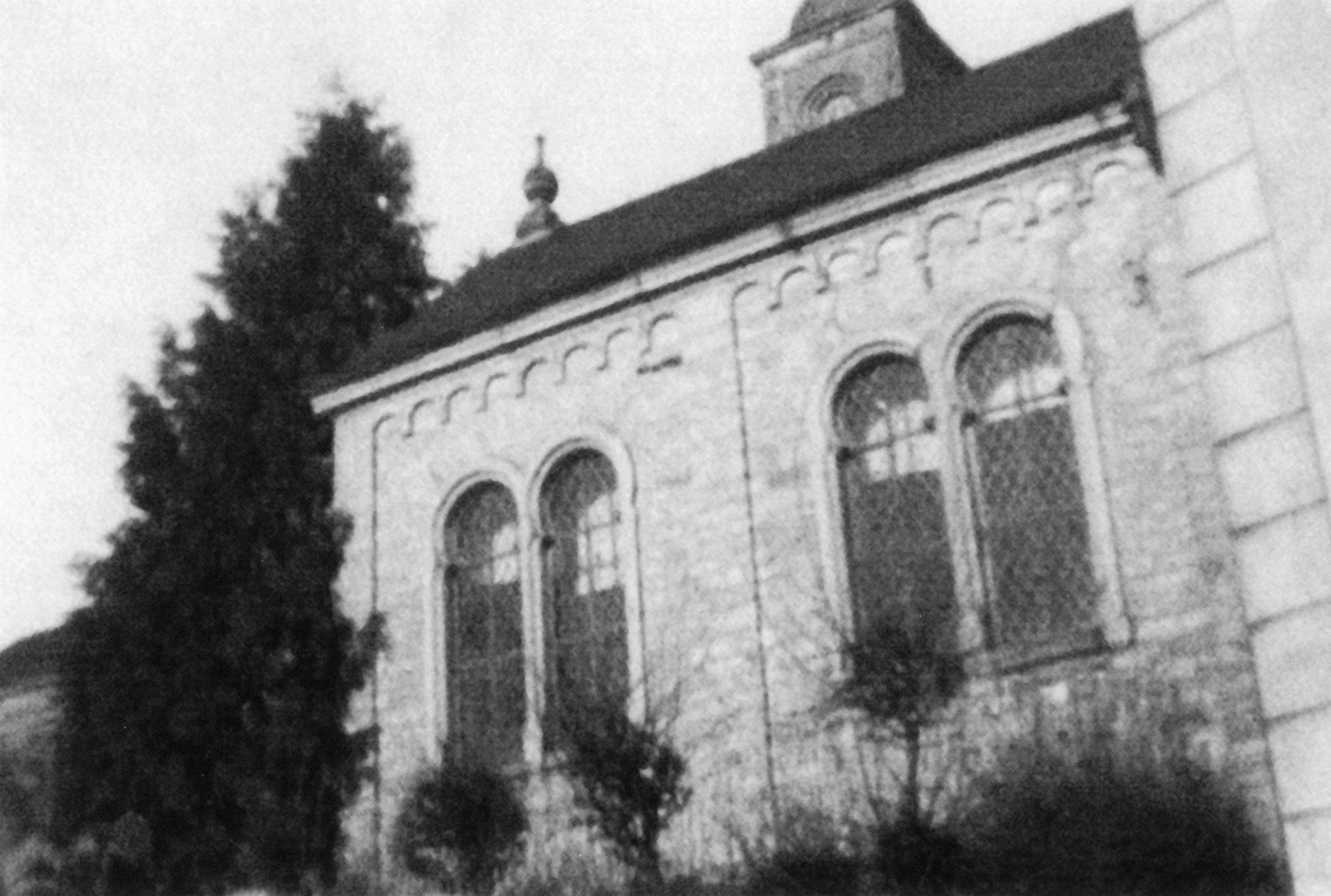
Synagoge in Bollendorf

Die Synagoge in Bollendorf, einer Ortsgemeinde im Eifelkreis Bitburg-Prüm in Rheinland-Pfalz, wurde Ende des 19. Jahrhunderts errichtet und 1938 zerstört.

## Geschichte
Ende des 19. Jahrhunderts stellte ein Eigentümer in der Kirchstraße seine Gartenparzelle zum Bau einer Synagoge zur Verfügung. Diese wurde aus Bollendorfer Sandstein erbaut. In der Synagoge mit Rundbogenfenstern gab es Plätze für circa 100 Gottesdienstbesucher. Das Grundstück wurde mit einem Zaun aus Eisengitterstäben eingefriedet.  
Beim Novemberpogrom 1938 wurde die Synagoge geschändet und demoliert. Nachdem der erste Brandanschlag misslang, wurde sie mit Hilfe eines Benzinfasses angezündet und brannte völlig aus.   
Auf dem Synagogengrundstück steht heute ein Wohnhaus. Grundmauern der Synagoge sind noch im Keller des Wohnhauses vorhanden.